# Monte Carlo Open 1998
Il Monte Carlo Masters 1998  è stato un torneo di tennis giocato sulla terra rossa. È stata la 91ª edizione del Monte Carlo Masters, che fa parte della categoria ATP Super 9 nell'ambito dell'ATP Tour 1998. Si è giocato al Monte Carlo Country Club di Roquebrune-Cap-Martin in Francia vicino a Monte Carlo, dal 20 al 27 aprile 1998.

## Campioni

### Singolare
Carlos Moyá ha battuto in finale  Cédric Pioline con il punteggio di 6–3, 6–0, 7–5

### Doppio
Jacco Eltingh /  Paul Haarhuis hanno battuto in finale  Todd Woodbridge /  Mark Woodforde con il punteggio di 6–2, 6–4